# Rolfstorps kyrka
Rolfstorps kyrka är en kyrkobyggnad som sedan 2002 tillhör Himledalens församling (tidigare Rolfstorps församling) i Göteborgs stift. Den ligger i samhället Rolfstorp i Varbergs kommun.

## Kyrkobyggnaden
Kyrkan ligger i östra delen av Rolfstorp på Kyrkkullen. Stenkyrkans långhus härstammar från 1200-talet och är uppfört i romansk stil. På 1600-talet förlängdes kyrkan västerut. Den har sedan ombyggnaden 1816–1817 en korsformad plan, med rakt avslutat korparti i öster. Samtidigt höjde man även murarna. Västtornet i sten tillfogades först 1926 och ersatte då ett äldre torn i trä från 1700-talet. I tornets bottenvåning återfinns vapenhuset med ingång. Även genom korsarmsgavlarna finns entréer. I det nuvarande långhusets västra del återstår betydande partier av ursprungliga medeltidskyrkan.
Kyrkans murar är vitputsade, såväl ut- som invändigt och genombryts av rundvälvda muröppningar. Korsarmarna har profilerad gesims och lunettfönster i gavlarna. Tornet kröns av en kopparslagen spira av nationalromantisk karaktär. Det vitputsade kyrkorummet täcks av ett tunnvalv av trä. Högaltaret står mot en träskärm, som avdelar en bakomliggande sakristia. Denna resattes 1985 av en ny sakristia under läktaren.
Vid en restaurering 1960 upptäcktes medeltida väggmålningar. De tydligaste är från 1400-talet och visar motiv från Getsemane och Jesu korsfästelse. Det finns även mindre tydliga målningar, troligen föreställande Jesu dop, som härstammar från 1300-talet. 

## Inventarier
- Dopfunten är från 1200-talet och tillverkad i täljsten av dopfuntmästaren Thorkillus. Den är unik bland Hallands medeltida dopfuntar då den är signerad. Cuppans liv har inskriften Thorkillvs me fecit (Torkel har gjort mig). Funten har egenartade drag, som gör att man har kunnat ringa in mäster Torkels övriga verk. De återfinns i området norra Halland till södra Bohuslän. Funten är i tre delar och höjden 91 cm. Cuppan är cylindrisk, nedtill skrånande och avslutas med en vulst. Längs livet spiralornamnetik och inskriften. Skaftet är koniskt. Fotplattan rund. Centralt uttömningshål. Föremålet är välbevarat.[1]
- Kyrkans altaruppsats i barockstil är från 1655 skuren i trä, måplad och förgylld. Den har  inskriptioner på danska, trots att Halland vid denna tid tillhörde Sverige sedan tio år tillbaka. I corpus målning föreställande Nattvardens instiftande. Altartavla och predikstol är utförda av mästaren Jonas Abilla.
- Predikstolen är även den från 1655 och utförd av Jonas Abilla. Ursprungligen stod den på södra sidan, men vid ombyggnaden till korskyrka 1817 flyttades den till norra sidan. Predikstolens bilder föreställer yttersta domen, Jesu ångest och bönekamp i Getsemane, Jesu fängslande, korsfästelsen och återuppståndelsen. Över predikstolen finns en samtida baldakin med bibelspråk både in- och utvändigt.
- Känd är även den ros som växer mellan glasen i ett av kyrkans fönster.

### Orgel
Fasaden är från 1834 års orgel byggd av Johan Nikolaus Söderling. Tio stämmor från den orgeln återanvändes då Hammarbergs Orgelbyggeri AB 1950 tillverkade ett nytt mekaniskt verk med 23 stämmor fördelade på två manualer och pedal.

## Omgivning
- I sydost finns en stiglucka som är murad av sten och vitputsad.
- Norr om kyrkan finns nya kyrkogården där även en ekonomibyggnad står.
- Församlingshemmet från 1979 är inrymt i en skolbyggnad från 1929.

## Bilder

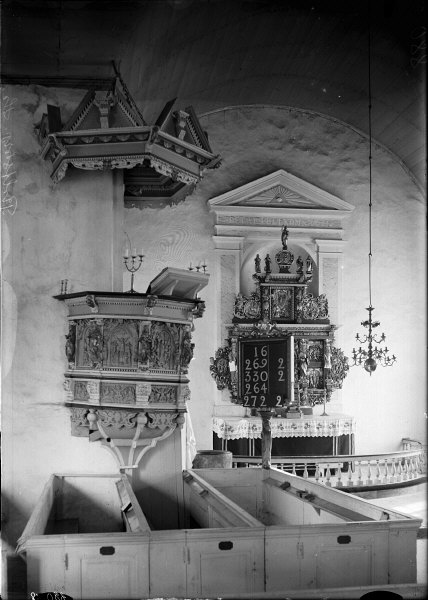
Predikstol och altaruppsats
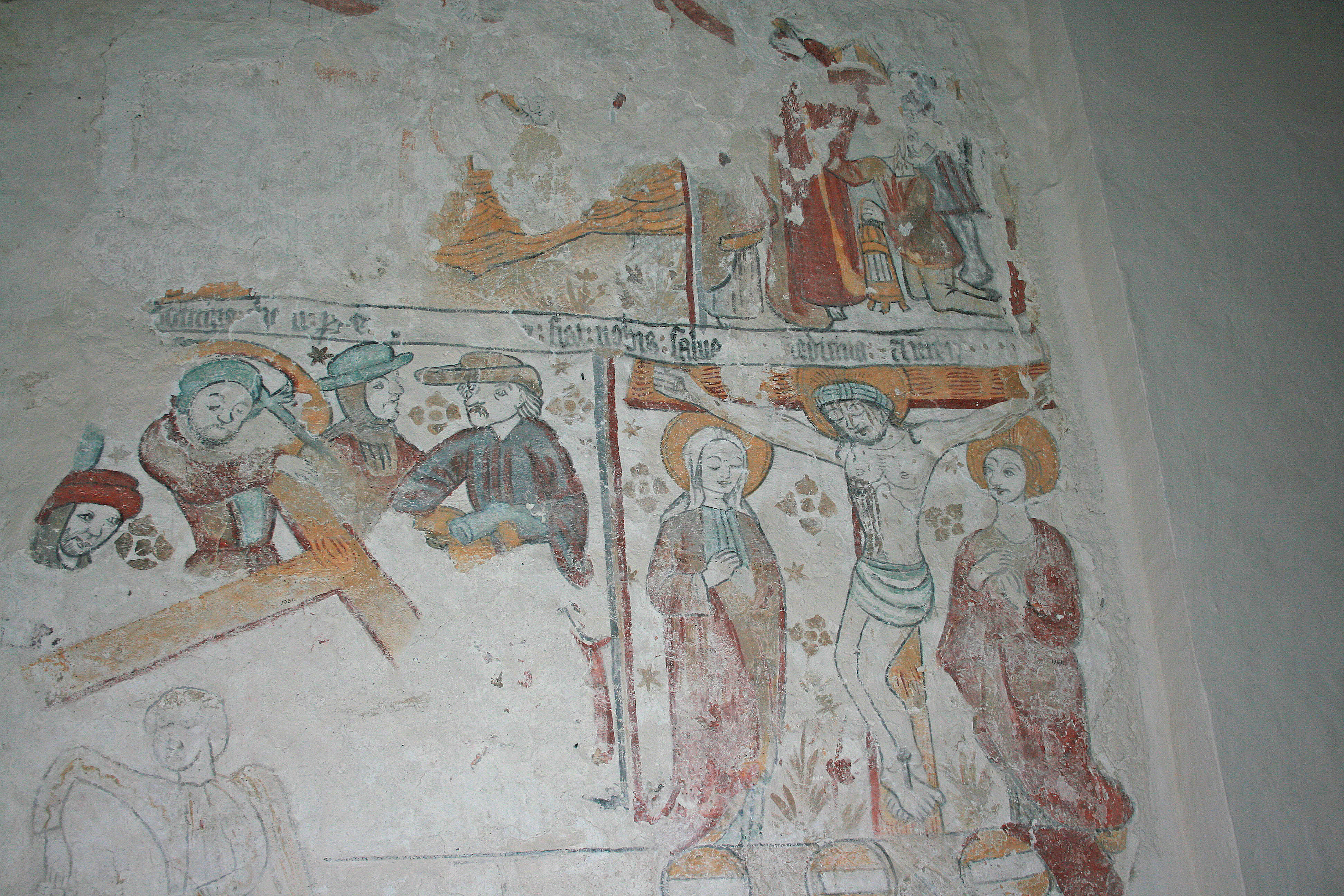
Målningar från 1400-talet, föreställande Jesu korsfästelse
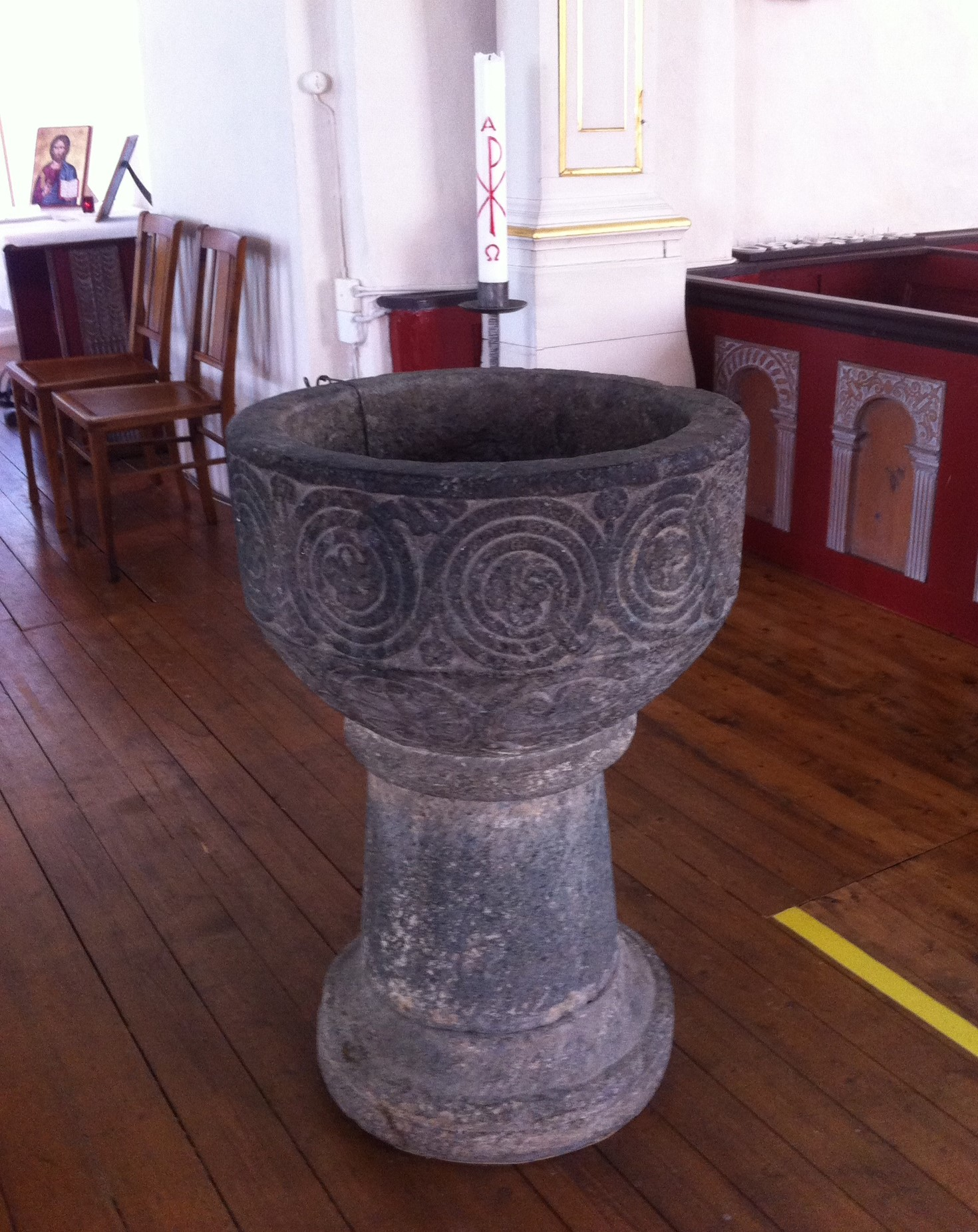
Dopfunten
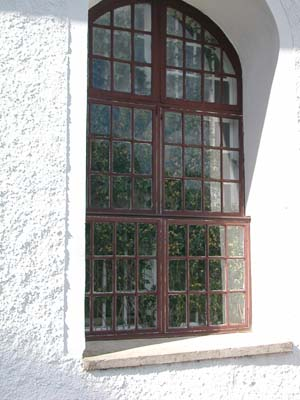
Rosen täcker större delen av fönstret